# Veronica Burton (koszykarka)
Veronica Grace Burton (ur. 12 lipca 2000 w Newton) – amerykańska koszykarka, występująca na pozycji rozgrywającej, reprezentantka kraju, od 2023 zawodniczka Polskiego Cukru AZS-UMCS Lublin, a w okresie letnim Dallas Wings w WNBA.
W grudniu 2023 została zawodniczką Polskiego Cukru AZS-UMCS Lublin.
Pochodzi ze sportowej rodziny. Jej siostry Kendall i Kayla są również koszykarkami (uczelnianymi), brat Austin, był quarterbackiem na uczelni Purdue, natomiast ojciec na Northwestern. Jej dziadek, Ron Burton, grał w futbol amerykański dla Boston Patriots, został też zaliczony do Akademickiej Galerii Sław Futbolu Amerykańskiego.

## Osiągnięcia
Stan na 4 lutego 2024, na podstawie, o ile nie zaznaczono inaczej.

### NCAA
- Uczestniczka rozgrywek II rundy turnieju NCAA (2021)
- Mistrzyni sezonu zasadniczego konferencji Big 10 (2020)
- Defensywna zawodniczka roku:
  - NCAA (2022 według WBCA)[3]
  - Big Ten (2020–2022)
- Zaliczona do:
  - I składu:
    - Big 10 (2021–2022)
    - defensywnego Big 10 (2020–2022)

  - II składu Big 10 (2020)
  - III składu All-American (2022 przez Associated Press)

### Drużynowe
- Finalistka Pucharu Polski (2024)[4]

### Reprezentacja
- Mistrzyni Ameryki (2021)